# Diplorhynchus
Diplorhynchus — рід грибів. Назва вперше опублікована 1952 року.

## Класифікація
До роду Diplorhynchus відносять 2 види:
- Diplorhynchus biloba
- Diplorhynchus bilobus